# Phellodon implicatus
Phellodon implicatus är en svampart som beskrevs av R.E. Baird & S.R. Khan 1986. Phellodon implicatus ingår i släktet lädertaggsvampar och familjen Bankeraceae.   Inga underarter finns listade i Catalogue of Life.